# 런닝맨 형제

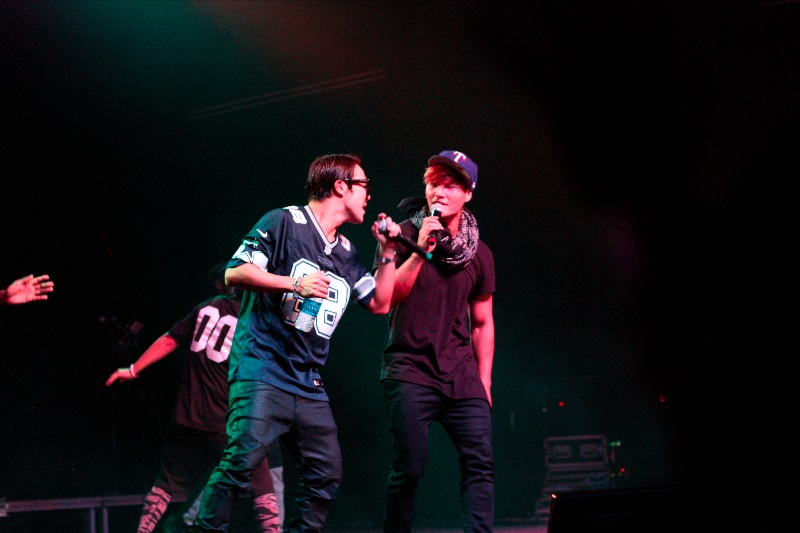
2014년 12월 14일 댈러스의 런닝맨 형제 하하와 김종국의 모습

런닝맨 형제, 런닝맨 브라더스(RUNNINGMAN BRO'S) 또는 김종국 & 하하는 대한민국의 텔레비전 방송 프로그램 런닝맨의 이름을 따서 명명된 대한민국의 팝 듀오이다. 이 그룹은 김종국, 하하로 구성되었으며 2014년 결성되었다.
2014년 미국에서는 '2014 김종국 & 하하 런닝맨 형제 콘서트'가 열렸다.

## 역사

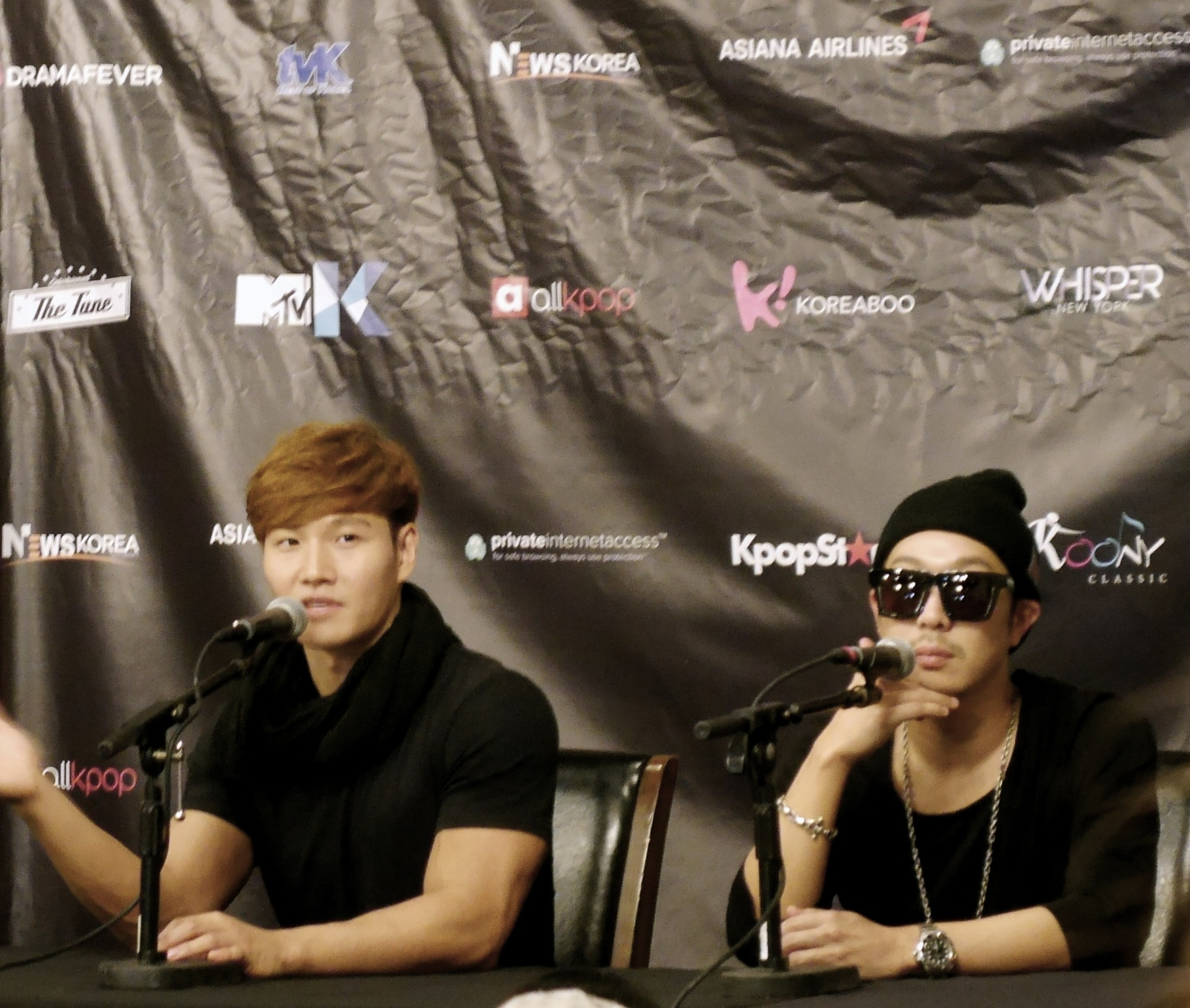
2014년 12월 14일 댈러스의 한 언론 행사에 참석 중인 김종국과 하하

김종국과 하하는 2010년 방영이 시작된 버라이어티 쇼 런닝맨의 정식 출연자들이다. 유재석이 이 프로그램의 스타이긴 하지만, 김종국은 업비트 감성의 남성성을, 하하는 유머와 자유로운 영혼의 느낌을 보였다.
김종국은 이전에 댄스 팝 듀오 터보의 소속 인원의 하나였으나 하하는 이제 막 음악 경력을 시작하던 참이었다. 이 둘은 버라이어티 쇼 X맨에 참여하기도 했다.